# Anne de Bourgogne (comtesse de Savoie)
Pour les articles homonymes, voir Anne de Bourgogne.
Ne doit pas être confondu avec Anne de Bourgogne (1404-1432) ou Marguerite de Bourgogne.
Anne ou Marguerite de Bourgogne, parfois d'Albon, est une noble de la maison de Bourgogne, qui devient comtesse de Savoie par mariage.

## Biographie

### Naissance et ascendance
Anne, prénom retenu par l'historien Samuel Guichenon, puis repris, parfois appelée Marguerite (le prénom de sa sœur), est la fille d'Hugues III, duc de Bourgogne, et de Béatrice d'Albon, dauphine de Viennois, comtesse d'Albon, de Grenoble, d'Oisans et de Briançon. Sa date de naissance est inconnue, mais elle est probablement née à Dijon.
Elle a été parfois confondue avec une autre Anne de Bourgogne, qui fut en réalité sa belle-sœur (ayant épousé son demi-frère Humbert Ier de Viennois).

### Mariage
Anne de Bourgogne épouse Amédée IV, comte de Savoie,,,. L'année de mariage semble être avant le mois de décembre 1221, puisqu'elle est dite dans un acte épouse d'Amédée, sous le nom "Jeanne de Viennois". Le site de généalogie Foundation for Medieval Genealogy donne quant à lui avant 1221. Samuel Guighenon, dans son Histoire généalogique de la royale maison de Savoie (1660), donnait pour date l'année 1222.
De ce mariage, ils auront deux filles, Béatrice  (1223-1259) et Marguerite († 1254). Béatrice épouse en 1233 Manfred III (1210-1244), marquis de Saluces, puis en secondes noces, en 1247, Manfred (1232-1266), roi de Sicile. Marguerite, mariée en 1235 à Boniface II († 1253), marquis de Montferrat, puis Aymar III de Poitiers († 1277), comte de Valentinois.
Elle apporte en dot un certain nombre de seigneuries du Viennois. Elle est désignée également comme héritière universelle en cas de décès de son frère, le futur dauphin de Viennois, André.

### Mort
Anne de Bourgogne meurt en 1242,.
Sans descendance mâle, le comte Amédée IV se remarie avec Cécile des Baux, le 18 décembre 1243.